# Potenciostato
O potenciostato (figura 1) é um instrumento capaz de aplicar um potencial e medir a corrente resultante em um sistema eletroquímico. É um aperfeiçoamento de uma fonte de alimentação, utilizado principalmente em pesquisa científica para o estudo de reações eletroquímicas. Ao realizar este controle, o potenciostato atua como uma força motriz de reações eletroquímicas, ou seja, com um equipamento destes é possível controlar, através do potencial elétrico, estas reações. Algumas áreas de pesquisa contempladas incluem: eletroquímica, corrosão, baterias, células a combustível, eletroanalítica e sensores. Hoje em dia, praticamente todos os potenciostatos têm um outro modo de operação, chamado galvanostato. Nesse modo, invés do controle do potencial, o equipamento controla a corrente que passa pela célula eletroquímica e mede a diferença de potencial entre eletrodos.
Figura 1: Fotografia de um Potenciostato/Galvanostato comercial.

## História
O termo potenciostato foi introduzindo por A. Hickling em 1942 quando desenvolveu o primeiro circuito elétrico para controlar a diferença de potencial da, também desenvolvida por ele, célula eletroquímica de três eletrodos. Desde então, os potenciostatos se tornaram a base da eletroquímica e várias técnicas foram desenvolvidas em torno destes equipamentos com o passar dos anos. Apesar de o conceito permanecer o mesmo, os circuitos dos potenciostatos foram modificados com o tempo, principalmente após popularização dos amplificadores operacionais transistorizados, na década de 1960. Em 1968, a companhia americana Princeton Applied Resarch lançou o primeiro potenciostato comercial, o M170.

## Funcionamento
Em um sistema eletroquímico, as reações ocorrem entre pelo menos dois eletrodos, onde um deles é doador de elétrons, e outro, por sua vez, o receptor. Contudo, em um sistema de apenas dois eletrodos não seria possível determinar qual deles seria o responsável pelos resultados observados em experimentos de potencial / corrente. Portanto, para fins de pesquisa científica, é utilizada uma célula eletroquímica de três eletrodos (ver Figura 2).
Figura 2: Célula eletroquímica de três eletrodos.

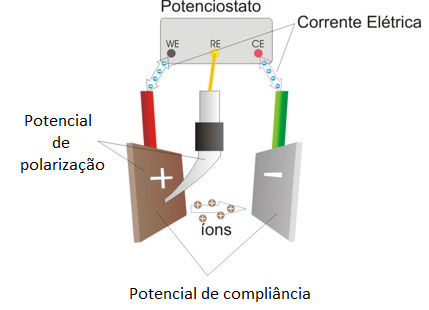
Célula eletroquímica de 3 eletrodos conectada a um potenciostato, com definição dos termos

O potenciostato controla o potencial do eletrodo de interesse do estudo, chamado de eletrodo de trabalho, em relação a um eletrodo de referência. Para que o potencial do eletrodo de referência permaneça em um valor conhecido, é necessário evitar ao máximo a passagem de corrente por este eletrodo. Isso é alcançado pela conexão do eletrodo de referência a um eletrômetro de alta impedância. A aplicação do potencial, por sua vez, é realizada entre o eletrodo de trabalho e um eletrodo auxiliar, também conhecido como contra eletrodo. Portanto, o potencial que é programado e registrado é sempre aquele entre o eletrodo de trabalho e o eletrodo referência, e é chamado de potencial de polarização. Por outro lado, o potencial que é aplicado entre o eletrodo de trabalho e o contra eletrodo é chamado de potencial de compliância. Ele normalmente não aparece na programação nem nos resultados experimentais, mas é necessário para conduzir o sistema para além do equilíbrio. Pode ser maior, igual, ou menor que o potencial de polarização, dependendo das condições, tamanho e cinética dos eletrodos, além da condutividade do eletrólito. De maneira geral, baixa condutividade do eletrólito, área pequena e/ou baixa atividade do contra eletrodo levam a um maior potencial de compliância, exigindo um potenciostato mais sofisticado.
O princípio de funcionamento eletrônico do Potenciostato é baseado num componente eletrônico muito conhecido chamado amplificador operacional ou OpAmp. Um amplificador operacional típico possui duas entradas e uma saída, onde o valor de potencial elétrico na saída é igual à diferença de potencial das suas entradas multiplicado pelo ganho de malha aberta do OpAmp que é muito grande, em geral maior que {\displaystyle 10^{6}} vezes (figura 4). O valor de potencial que se deseja aplicar à célula eletroquímica deve ser aplicado à entrada não inversora ({\displaystyle V_{+}}) do OpAmp. Desta forma, se o potencial elétrico da célula eletroquímica, medido entre a referência e o eletrodo de trabalho e ligado à entrada inversora do OpAmp ({\displaystyle V_{-}}), for diferente do potencial desejado, esta diferença será bastante amplificada e será aplicada ao contra eletrodo, que está ligado à saída {\displaystyle V_{0}} do Amplificador Operacional. Esta grande diferença de potencial entre o eletrodo de trabalho e o contra eletrodo irá provocar uma corrente elétrica e de íons entre eles, alterando a diferença de potencial entre o eletrodo de trabalho e referência até que esta fique igual à programada.
Figura 4: Esquema eletrônico simplificado de um potenciostato.
Como a saída {\displaystyle V_{0}} do Amplificador Operacional é a seguinte:
{\displaystyle V_{0}=A*(V_{+}-V_{-})}
onde A é o ganho do amplificador.
Como {\displaystyle V_{0}} está ligado ao contra eletrodo ({\displaystyle V_{CE}}), {\displaystyle V_{+}} é o potencial que se deseja aplicar ({\displaystyle V_{aplicado}}) e {\displaystyle V_{-}} é o potencial entre a referência e o eletrodo de trabalho ({\displaystyle V_{Ref/ET}}) temos:
{\displaystyle V_{CE}=A*(V_{aplicado}-V_{Ref/ET})}
ou
{\displaystyle V_{aplicado}-V_{Ref/ET}={\frac {V_{CE}}{A}}}
Como A é muito grande, {\displaystyle V_{CE}} / A é aproximadamente zero, temos:
{\displaystyle V_{aplicado}-V_{Ref/ET}\quad \approx 0}
ou
{\displaystyle V_{aplicado}\quad \approx V_{Ref/ET}}
Desta forma, o potenciostato consegue manter a diferença de potencial entre o eletrodo de trabalho e a referência igual à diferença de potencial programada. Potenciostatos modernos conseguem manter potenciais com precisão de décimos de milivolt e medir correntes de dezenas de femtoampère.

## Técnicas eletroquímicas / eletroanalíticas
Além de manter potenciais em valores fixos, os potenciostatos modernos também oferecem a possibilidade de gerar rampas (variações lineares) ou pulsos de potencial. Na pesquisa eletroquímica, a técnica de potencial constante é chamada de Cronoamperometria, ao passo que técnicas de potencial variável são chamadas de Voltametria. Em todas elas, a corrente normalmente é medida em função do tempo e/ou do potencial. Dentre as técnicas de voltametria, a mais simples é a Voltametria Linear, que consiste de uma rampa de velocidade constante, estabelecida entre dois potenciais de interesse. Outras técnicas de voltametria incluem Voltametria Cíclica, de Pulso, de Pulso Diferencial e de Onda Quadrada. No campo da corrosão, a Voltametria é mais comumente chamada de Polarização. No modo galvanostático, a técnica mais emprega é a Cronopotenciometria, onde uma corrente constante é aplicada e o potencial versus eletrodo de referência é medido em função do tempo.
Há ainda uma técnica de corrente alternada, chamada de Espectroscopia de Impedância Eletroquímica.